# Didemnum captivum
Didemnum captivum is een zakpijpensoort uit de familie van de Didemnidae. De wetenschappelijke naam van de soort is voor het eerst geldig gepubliceerd in 1999 door Monniot & Monniot.